# Uzun Yayla
Die Uzun Yayla (auch Uzunyayla, Uzunyayla Platosu, übersetzt: langes Plateau, große Winterweide) ist eine ausgedehnte Hochfläche östlich des Kızılırmak im Übergangsbereich von Inneranatolien nach Ostanatolien nördlich von Kayseri im Dreieck zwischen Pınarbaşı (Kayseri) im Süden, Şarkışla (Sivas) im Norden und Kangal (Sivas) bzw. Gürün (Sivas) im Osten.

## Geologie und Landschaftscharakter
Grundsätzlich gehört das zwischen 1500 m und über 2000 m hoch gelegene Gebiet der Uzun Yayla bereits zu den Landschaften der inneren (zentralen) Ketten des osttaurischen Faltengebirgs-Systems, des Inneren (oder zentralen) Osttaurus (Antitaurus), der die Ketten des oberen Seyhan-Flussgebietes umfasst und sich weiter im Nordosten mit dem Pontischen Gebirge verzahnt, ehe er in Nordostanatolien unter den jungvulkanischen Decken des Ararat-Hochlandses verschwindet. Der Name des von Gebirgsketten umrahmten „langen Plateaus“ mit nur 50 km Breite, aber über 100 km Nord-Süd-Erstreckung charakterisiert den geographischen Gesamteindruck. Die zentrale, zusammenhängende Hochflächenregion weist noch typisch inneranatolische Charakterzüge auf. Sie liegt auf einer mittleren Höhe von 1500–1600 m und besteht aus pliozänen Sedimenten sowie vulkanischen Decken, die ihren Flächencharakter aber weitgehend beibehalten haben, obwohl sie von einigen sehr tiefen Tälern zerschnitten werden, was vor allem auf die widerständigen vulkanischen Decken zurückzuführen ist, die teilweise regelrechte Tafeln bilden.
Eine durch niedrigere Berge verbundene Gebirgsfolge von Hınzır Dağı (2641 m), Korumaz Dağı (1911 m) und Kulmaç Dağı (2176 m) nördlich von Kayseri, die das Gebiet im Nordwesten zum Kızılırmak hin abgrenzt, ist als nördliche Fortsetzung der inneren Taurusketten kein einheitlicher Gebirgszug. Diese Gebirge sind im Wesentlichen aus mesozoischen und alttertiären Schichten aufgebaut, während als Südostgrenze die Ausläufer der Tahtalı Dağları, die bereits typisch taurische Gebirgsketten aus mesozoischen Sedimente darstellen, mit 2464 m (Gövdeli Tepe) relativ große Höhen erreichen. Die deutlich über 2000 m hohen Tecer Dağları und der Hüyüklü Dağı (1972 m) bei Kangal begrenzen die Region im Norden bzw. im Osten. Während sich südlich und nördlich von Pınarbaşı – zunächst noch flankiert von Gebirgszügen – nur weniger breite und hügeligere Flachbereiche entlang der Täler des mittleren Zamantı und einem seiner Nebenflüsse erstrecken, breiten sich die eigentlichen weiten Hochflächen der Uzun Yayla erst nördlich von Pınarbaşı mit dem Eintritt des Zamantı Nehri in den Gebirgsbereich aus.

## Klima und Vegetation

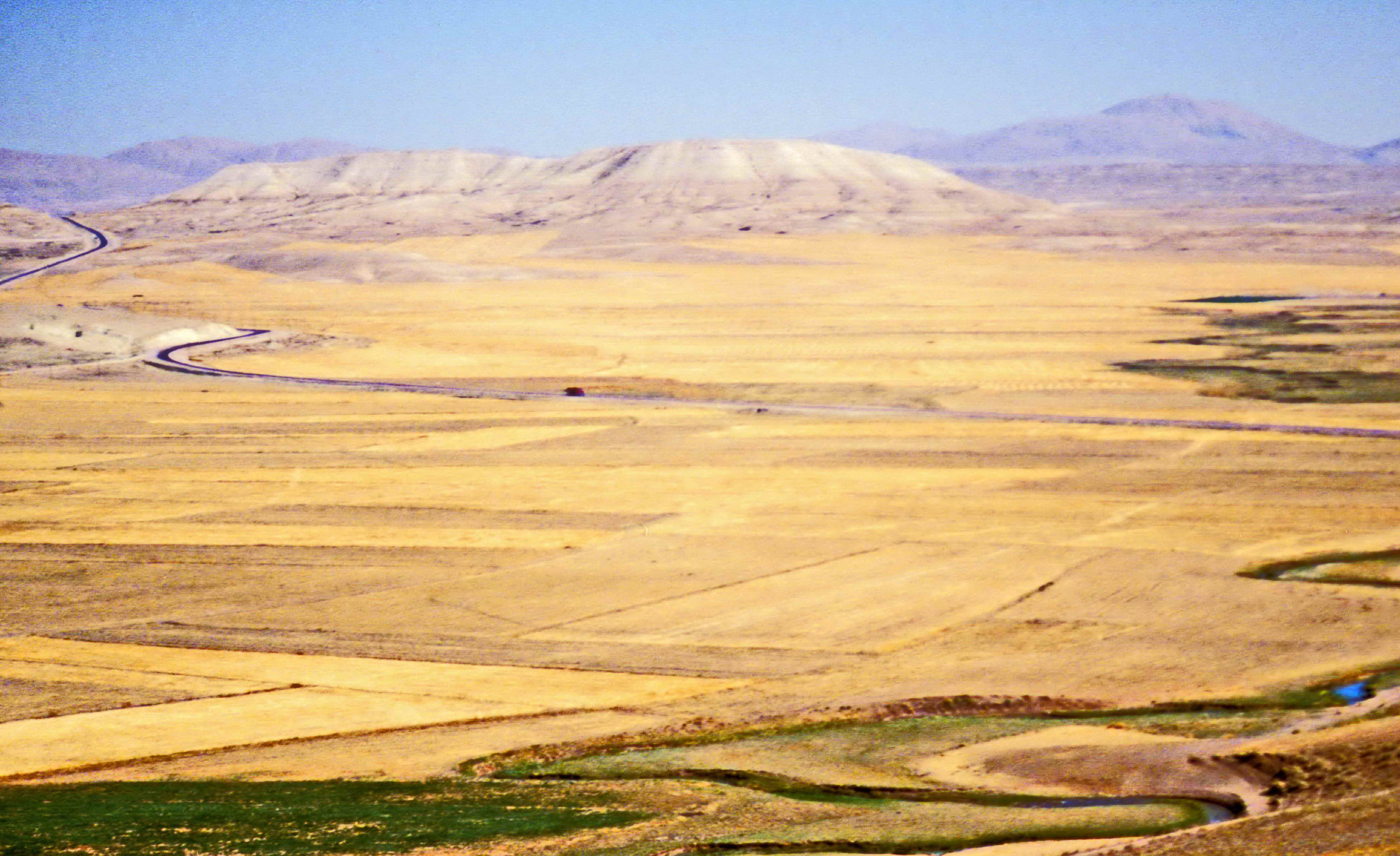
Die meisten der breiten und flachen Talschaften innerhalb der Uzun Yayla dienen heute dem Getreideanbau und sind verkehrsmäßig angebunden

Das Klima der Uzun Yayla-Region zeigt noch viele Ähnlichkeiten mit den Gebieten Inneranatoliens. Dank der Exposition gegenüber den aus Westen herangeführten milden und feuchten Luftmassen sind generell kühle, relativ feuchte Sommer und kalte, trockene Winter kontinentaleren Typs dennoch typisch. Die Höhenlage bringt eben doch niedrigere Temperaturen mit sich. Während in den westlichen Teilen des Plateaus das Hochlandklima mit heißen Sommern und kalten Wintern vorherrscht, dominiert in den Regionen um Kangal und Gürün das Hochlandklima mit kühleren Sommern und sehr kalten Wintern. Siedlungen konzentrierten sich deshalb auf tiefere Lagen in den Tälern. Der gesamte Plateaubereich trägt Steppenvegetation, und in den Gebirgen dominieren winterharte Trockenwälder. Dort sind infolge jahrhundertelanger Überweidung und Übernutzung die einstigen Eichen- und Wacholderwälder weitgehend verschwunden. Heute sind Teile der Uzun Yayla, ehemalige Sommerweide-Gebiete von Nomaden aus der Çukurova, die dort im Rahmen staatlich gelenkter Nomadenansiedlung seit dem späten 19. Jahrhundert sukzessive sesshaft gemacht wurden, unter Pflug genommen. Besonders tiefere Lagen sind im Allgemeinen für Regenfeldbau genutzt. Es gibt kaum Landwirtschaft außer begrenztem Weizen- und Gerstenanbau.
In den mit Steppenpflanzen bedeckten Partien haben Schafhalter und Pferdezüchter ihr Auskommen. Weiden sind allerdings knapp, da die Bodenschicht durch starke Erosion infolge Übernutzung nicht selten zerstört wurde. Das in höheren Lagen kalte Klima begrenzt darüber hinaus das Wachsen von Steppengräsern. Die niedrigen Temperaturen führen allerdings zu günstigeren hydrologischen Verhältnissen gegenüber Inneranatolien. So finden diverse wasserreiche Flüsse hier ihren Anfang: Zamantı/Seyhan, Göksu und Ceyhan, die die riesige Çukurova-Küstenebene im Süden des Taurus-Gebirges bewässern, bzw. der Tohma Çayı, der dem Euphrat zufließt und die Ebene von Malatya mit Wasser versorgt. Diese Wasserressourcen werden auch in der Region selbst zur Bewässerung genutzt. Das Niederschlagsmaximum liegt in den Frühlingsmonaten, und der Anteil des Schneefalls an den Niederschlägen ist bereits relativ groß. Die jährlichen Durchschnitts-Niederschlagswerte sind knapp an der agronomischen (ökonomischen) Trockengrenze, bei Pınarbaşı z. B. bei 492 mm, in Gürün 312,7 mm. Die Temperaturen schwanken zwischen 36,2 °C (Sommer) und −18,5 °C (Winter), die Zahl der Schneetage liegt bei 18,5 jährlich und die 75 Tage ohne nennenswerte Niederschläge konzentrieren sich auf die Monate Mai bis Oktober.

## Siedlungen und Siedlungsgeschichte
Das Herz der Region, die zentrale Uzun Yayla, war Mitte des 19. Jahrhunderts noch weitgehend bewaldet und leer. Es gab Dörfer und Städte nur an der Peripherie. Die größten Orte auf der Uzun Yayla sind Pınarbaşı (2013: 26.559 Ew.) und Şarkışla (2012: 21.087 Ew.). Andere wichtige Siedlungen sind Sarıoğlan (2013: 14.977 Ew.), Gemerek (2018: 10.942Ew.), Kangal (2018: 9.410 Ew.), Akkışla (2013: 6.663 Ew.) und Altınyayla (2018: 4.557 Ew.). Über die generelle Besiedlung der Region sind bislang nur Bruchstücke bekannt. So hatte sich während der Eroberung Anatoliens durch die Türken nach der Schlacht bei Malazgirt (1071) ein türkischer Stamm namens Abdioğlu in der Gegend von Gemerek niedergelassen. In seldschukischer Zeit bestand dort bereits eine wichtige Siedlung. Später ließen sich Armenier dort nieder. Der Name Kangal z. B. stammt vom türkischen Stamm "Kanglı (Kangar)", der aus Asien eingewandert ist. Während des Russisch-Osmanischen Krieges 1877 und des Ersten Weltkriegs ließen sich türkische Familien aus dem Osten auf der Uzun Yayla in Kangal nieder. Akkışla wurde unter dem Namen Kuzugüdenli gegründet, nachdem sich dort in osmanischer Zeit viehhaltende Nomaden niedergelassen hatten. Über die Entstehung von Altınyayla (übersetzt: "goldenes Plateau") ist äußerst wenig bekannt. Die Siedlung hieß früher Tonus, eine Moschee ist für 1893 bezeugt. Der Name wurde erst 1972 in Altınyayla geändert. Der Ort wird öfters fälschlicherweise mit der Ausgrabungsstätte der hethitischen Stadt Sarissa beim Dorf Başören assoziiert, die als Kuşaklı-Ruine bekannt ist. Pınarbaşı (übersetzt "Quellhaupt"), das regionale Zentrum auf 1546 m Höhe, wurde 1277H (1861) erstmals als Kreiszentrum (Kaza / İlçe) unter dem Namen Aziziye mit städtischen Funktionen in der Provinz Sivas genannt. Sein Name entlehnt sich aus den Quellen am Şirvan Dağı (2323 m).
Bekannt ist, dass die Dulkadiroğulları (Dulkadir), ein wichtiges Beylik in Anatolien von 1337 bis 1522 mit der Hauptstadt Elbistan, nach der Schlacht von Malazgirt (1071) die Uzun Yayla besiedelt hatten. Noch im 19. Jahrhundert war der turkmenische Stamm der Afşar-Nomaden vom oghusischen Stammesverband der Bayat regelmäßig durch das Göksu-Tal zwischen Winterweiden in der Çukurova und Sommerweiden auf den Hochebenen der Uzun Yayla gependelt. Das galt speziell für die die Cerit- und Tecirli-Stämme der Dulkadir-Turkmenen, die die osmanischen Herrscher bereits im 17. und 18. Jahrhundert erfolglos anzusiedeln versucht hatten und dies Mitte des 19. Jahrhunderts fortsetzten. 1852 bestand allein der Cerit-Verband aus 1200 Nomadenzelten. Auf geeigneten Flächen im Sommerweidegebiet der Uzun Yayla betrieben die Cerit und Tecirli etwas Trockenfeldbau für den Eigenbedarf (Hire, Gerste, Weizen, Produkte der Viehhaltung). Der Reisende Peter von Tschihatscheff besuchte 1853 weitläufige Wiesenplateaus der Uzunyayla, die den Tecirli als Sommeraufenthalt dienten. Er fand Teile der Göksu-Ebene bedeckt von "zahllosen Zelten der Afscharen, besonders von dem seiner Raubsucht wegen gefürchteten Stämme Tedjelli, der im ganzen 2.000 Zelte stark ist und über 5000 Waffenfähige zählt."
So lässt sich die Siedlungsgeschichte der Gebiete der Uzun Yayla nach 1522 – wenn auch nur grob und lückenhaft – in verschiedenen Phasen fassen:
1527-1563 Periode eines ersten kräftigen Bevölkerungswachstums: Die meisten Siedlungen (81) in der Region wurden 1527 von Nomadenstämmen als Winterquartier genutzt. Durch Umwandlung einiger (saisonaler) Weiler zu ganzjährig bewohnten Dörfern und neu gegründete Dörfer stieg ihre Zahl bis 1563 auf mehr als das Doppelte. Der Hauptgrund war die Zunahme der innenpolitischen Sicherheit. Etwa 60 % der damaligen nomadischen Bevölkerung wurden in Dörfern sesshaft, in denen sie im Sommer größtenteils ohnehin lebten, während 40 % weiter ihren nomadischen Lebensstil fortsetzten. Die Zahl der Nomadenstämme, zumeist Dulkadirli, reduzierte sich dabei von 64 auf 11.
1563-1730 Periode mit erstem auffälligem Bevölkerungsverlust: Für das Osmanische Reich führten innere Turbulenzen mit kriegerischen Auseinandersetzungen seit dem späten 16. Jahrhundert bis zum 18. Jahrhundert zu finanzieller Belastung, die der Staat durch Steuern auszugleichen versuchte, was aber die Zahlungsfähigkeit der Bevölkerung überstieg. Viele Wohngebiete auf der Uzun Yayla wurden zerstört oder aufgegeben, und die Siedler wanderten an sicherere Plätze ab. Um Einkommensverluste zu verhindern und um leere und heruntergekommene Orte wieder zu besiedeln, griff das Osmanische Reich zu Zwangs-Umsiedlungen, was auf der Uzun Yayla u. a. mit den Receblu Afşar aus der Region Rakka (1728/28) nur bedingt funktionierte und zu Bevölkerungsverlusten führte. Diese Situation änderte sich erst mit der Ansiedlung von Tscherkessen im frühen 19. Jahrhundert.
1859-1888 Periode erneuten Bevölkerungswachstums in der zweiten Hälfte des 19. Jahrhunderts: Nach dem verlorenen Kaukasuskrieg (1817–1864) des Osmanischen Reiches gegen Russland waren vor allem Tscherkessen und Abchasen durch gezielte Umsiedlungs- und Vertreibungspolitik veranlasst worden, ihre Heimat zu verlassen, und sie wurden ins osmanische Reich zwangsumgesiedelt. Eines der ersten Ansiedlungsgebiete für Tscherkessen aus dem Kaukasus war die Uzun Yayla. Spätestens ab 1859 war bereits ein erheblicher Teil der Tscherkessen auf der Uzun Yayla sesshaft worden. Das Land war zunächst an sie verpachtet, später dann kostenlos an die Einwanderer verteilt worden. Das Osmanische Reich versuchte damals, auch alle nomadischen Gruppen durch feste Ansiedlung an das Land zu binden. Die Nomaden akzeptierten weder ihre eigene Ansiedlung noch die der Tscherkessen auf der Uzun Yayla und versuchten, dies zu verhindern, da die Regierung die Immigranten zur Kontrolle der Afşar auszunutzen versuchten. Tscherkessen wurden an Orten untergebracht, an denen sie die Passagen von und zur Uzun Yayla kontrollieren und die Afşar daran hindern konnten, dort einzudringen. Es kam zu Beschwerden der Neusiedler über die Afşar aufgrund von Schäden an den Feldern, Weinbergen und Gärten der Bauern und zu Zusammenstößen zwischen beiden Seiten. Nachdem die Afşar 1863 unter die Autorität der Regierung gestellt und insbesondere 1865 zur Sesshaftwerdung gezwungen worden waren, wurde die Ansiedlung von tscherkessischen Einwanderern in Uzun Yayla einfacher. Auf diese Weise erreichte die tscherkessische Bevölkerung auf der Uzun Yayla 1862 bereits 10.000 Einwohner.  Von Sultan Abdülaziz wurde beschlossen, das Gebiet, in dem die Einwanderer angesiedelt waren, als Kaza (İlçe) zu bezeichnen und Mesudiye zu nennen. Der Name des Kaza wurde jedoch später in Aziziye geändert. Gleichzeitig wurden Mesudiye (Aziziye/Pınarbaşı) und der Ort Sadabat (nicht identifizierbar), der ebenfalls auf der Uzun Yayla gegründet worden war, sowie Darende und Gürün aus der Provinz Sivas und Zamantı und Sarıoğlan im Sandschak Kayseri bzw. Mukara (Maraş Sandschak) ab dem 13. März 1862 getrennt, und unter dem Namen Aziziye (später Pınarbaşı) ein unabhängiger Kreis gegründet.
1888-1903 Bevölkerungsrückgang: Der Bevölkerungsrückgang von 50 % zwischen 1888 und 1903 erklärt sich aus dem Problem der "versteckten Bevölkerung" im Zusammenhang mit einer Revision des Steuerwesens bei der ersten modernen Volkszählung von 1321H (1903) im Osmanischen Reich. Die Bevölkerung versuchte, männliche Nachkommen vor der Erfassung zur Volkszählung zu verbergen, da die Besteuerung entsprechend "der männlichen Bevölkerung der muslimischen Bevölkerung und ihres Einkommensbetrags" erfolgte.
1907-2015 Perioden wechselnder Bevölkerungsentwicklung: Aufgrund einer neuen tscherkessischen Umsiedlungsaktion in die Region und einer realistischeren Volkszählung stieg die Bevölkerungszahl bis 1907 erneut um 39 %. Allerdings ergab sich durch den Zusammenbruch des Osmanischen Reiches, den Ersten Weltkrieg und den Unabhängigkeitskrieg trotz fortgesetzter Siedlungsaktivitäten ein Bevölkerungsrückgang auf der Uzun Yayla, der allerdings mit der Gründung der Republik endete und bis 1945 etwa 35 % Zuwachs brachte. Nach 1945 zeigte sich – trotz hoher Geburtenraten und sinkenden Sterblichkeitsraten – erneut ein deutlicher Rückgang, was zunächst als statistisches Problem aufgrund der Änderung von Verwaltungsgrenzen gewertet wurde: Nach 1990 ergaben sich aufgrund ökonomischer und sozialer Ursachen, die vor allem in ländlichen Gebieten der Türkei auftraten, intensive inländische Migrationsprozesse auch auf/von der Uzun Yayla. Derzeit verlieren Orte mit weniger als 10.000 Einwohnern zusammen mit ihrer Bevölkerung ihre funktionalen Eigenschaften. Nach Feldstudien wurde eine Anzahl der Familien, die seit 1985 aus dem Distrikt Pınarbaşı ausgewandert sind, von etwa 5000 ermittelt. Bei einer durchschnittlichen Haushaltsgröße von 5 Personen wären dies 25 000 Menschen. Die Volkszählungs-Differenz zwischen 1985 und 2015 von fast 25 000 Personen untermauert diese Situation.

## Sozio-ökonomische Situation

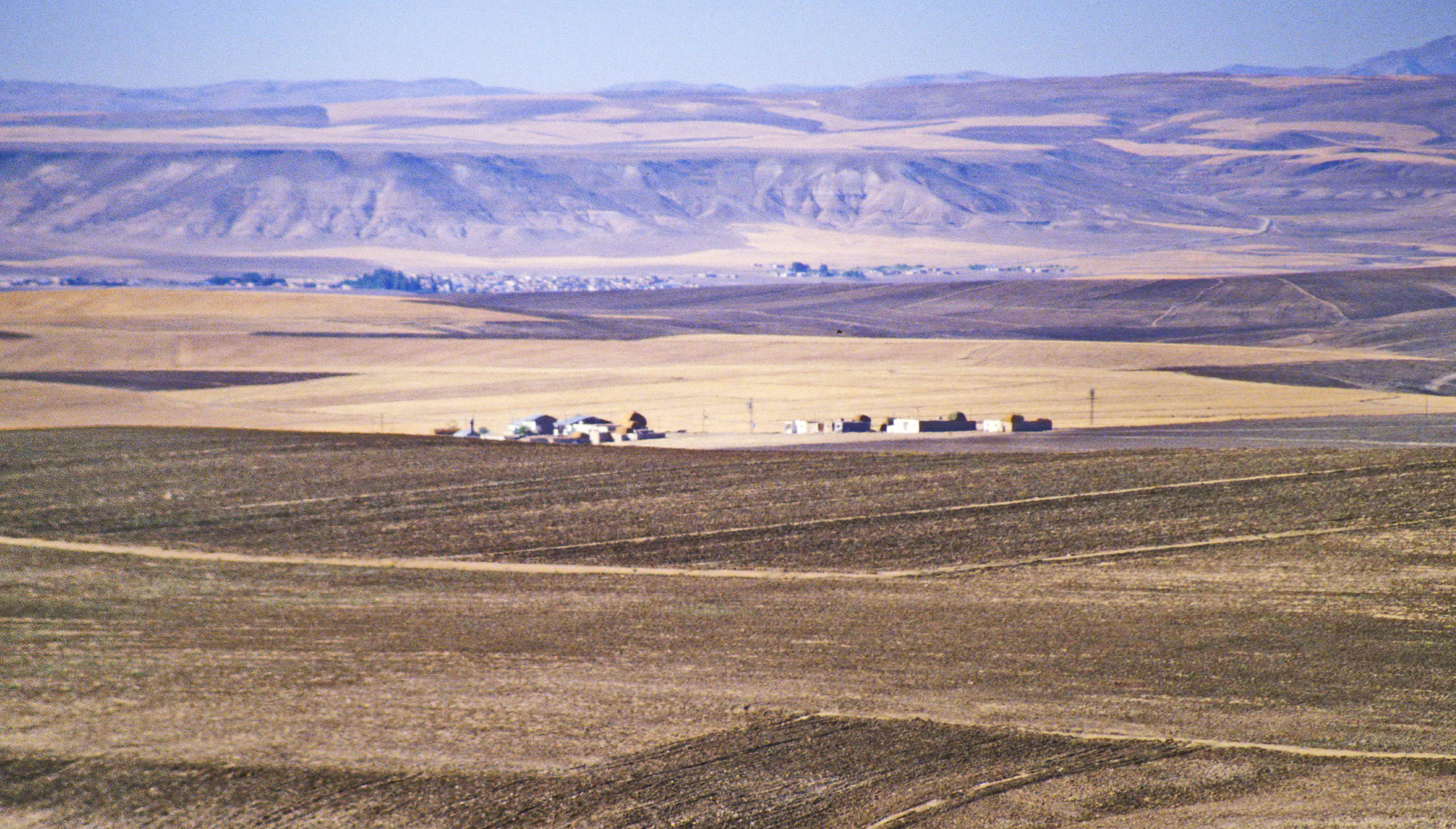
Die meisten Partien der Uzun Yayla sind nicht nur in den Talschaften, sondern auch, wie hier bei Tahtalı, auf den Hochflächen weitflächig für den marginalen Getreidebau genutzt

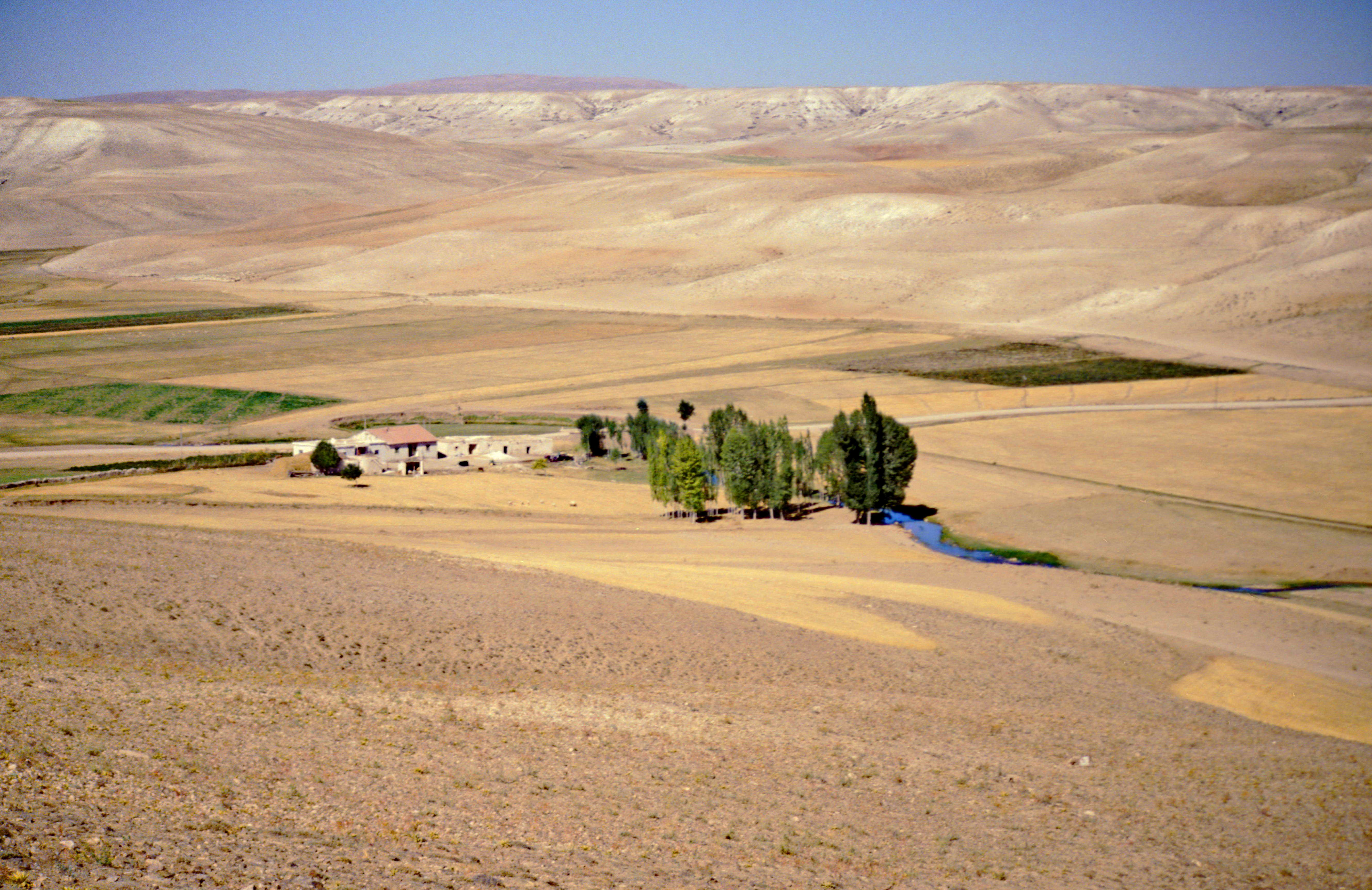
In den kleinen Tälern der Uzun Yayla versuchen sich einzelne landwirtschaftliche Betriebe in der Bewässerung bescheidener Sonderkulturanlagen

In der Region der Uzun Yayla gibt es Bodenschätze, die allerdings die Probleme der Landwirtschaft nicht wirklich kompensieren. Zu den wichtigsten gehören Eisenvorkommen bei Uzunpınar, Chrom in der Nähe von Pınarbaşı sowie Blei- und Zinkmineralien in der Nähe des Dorfes Oruçoğlu. Bereits 1947 wurde dort eine Chromanreicherungsanlage errichtet. Die Uzun Yayla ist landwirtschaftlich eine eher unproduktive Region. Auch wenn die meisten Partien der Uzun Yayla nicht nur in den Talschaften, sondern auch auf den Hochflächen weitflächig für den Getreidebau genutzt werden, bleibt dieser aufgrund der klimatischen Vorgaben marginal. Noch bis vor 50 Jahren lebten die Bewohner dort ein autarkes Leben. Tatsächlich ist die Region aufgrund ihres Klimas und ihrer Bodenstruktur eher für die Tierhaltung geeignet. Der Lebensunterhalt auf dem Lande beruhte früher im Allgemeinen auf Reiten und Tierhaltung, vor allem auf Pferdezucht. Als noch das Pferd in der türkischen Armee als Reit- und Geschirrtier eingesetzt wurde, deckte die Uzun Yayla einen erheblichen Teil den dortigen Pferdebedarfs ab. Die Zucht der Uzunyayla-Pferderasse begann in der Türkei 1854, als Exemplare der Kabardiner-Pferderasse mit Flüchtlingen aus dem Kaukasus kamen. Derzeit gibt es nur etwa 2.000 Exemplare dieser Rasse. Sie wurden in der Türkei als Rudelpferd, leichtes Zugpferd und allgemeines Reitpferd gezüchtet, ehe man 1930 auf das ungarische Nonius-Pferd und das Anadolu Pony umstieg, eine robuste, ausdauernde und schnelle türkische Pferderasse, die vor über 1.000 Jahren entwickelt wurde.
Als 1950–1954 im Rahmen des Marshallplans der Kauf von modernen Agrargeräten (Traktoren) über günstige Kredite anlief, kauften viele Familien Traktoren und brachen die Weideflächen für den Ackerbau um – mit mäßigem Erfolg. Inzwischen hat man begonnen, zur Tierhaltung zurückzukehren, aber es dauert lange Jahre und harte Arbeit, diese agrarisch unproduktiven Gebiete wieder in Weiden zu verwandeln. Überzeugende wirtschaftliche Investitionen waren dort seit 1946 zudem kaum getätigt worden, was zu einem signifikanten Rückgang der Bevölkerung geführt hat. Während die Bevölkerung von 55 Dörfern im Kreis Pınarbaşı 1950 noch 43.800 betrug, waren es 1990 nur noch 19.600, und die Zahl ging laut Volkszählung von 1997 auf 16.000 zurück. Zudem mangelte es am Bildungsangebot. Zeitweise hatten 50 von 55 Dörfern ihre Schulen wegen Lehrermangels geschlossen. Die Abwanderung erfolgte Insbesondere nach Istanbul und Kayseri.